# Cementiri d'Ohlsdorf
El Cementiri d'Ohlsdorf, en alemany Ohlsdorfer Friedhof, és el cementiri major al barri d'Ohlsdorf de la ciutat estat d'Hamburg a Alemanya. Amb les seves 391 hectàrees és un dels més grans del món.

## Història
L'ajuntament de la ciutat d'Hamburg va comprar una primera parcel·la de 160 hectàrees i va encarregar a l'arquitecte Johann Wilhelm Cordes dissenyar un cementiri-parc. Va esdevenir director de la institució fins a la seva mort el 1917. El seu successor, Otto Linne va eixamplar-lo fins a la seva superfície actual. El cementiri és tan vast que té la seva línia del transport públic, la 170 de l'HVV. Ja des dels primers plans de construcció d'un metro a Hamburg el 1898 ja es pensava a una primera extensió de la primera línia cap al cementiri.

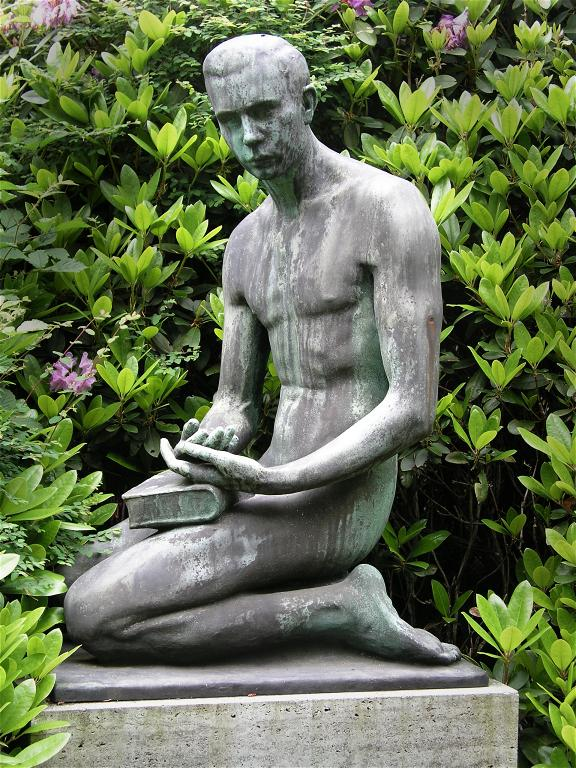
Tomba de la família Blohm-Never, escultura de Karl Spethmann
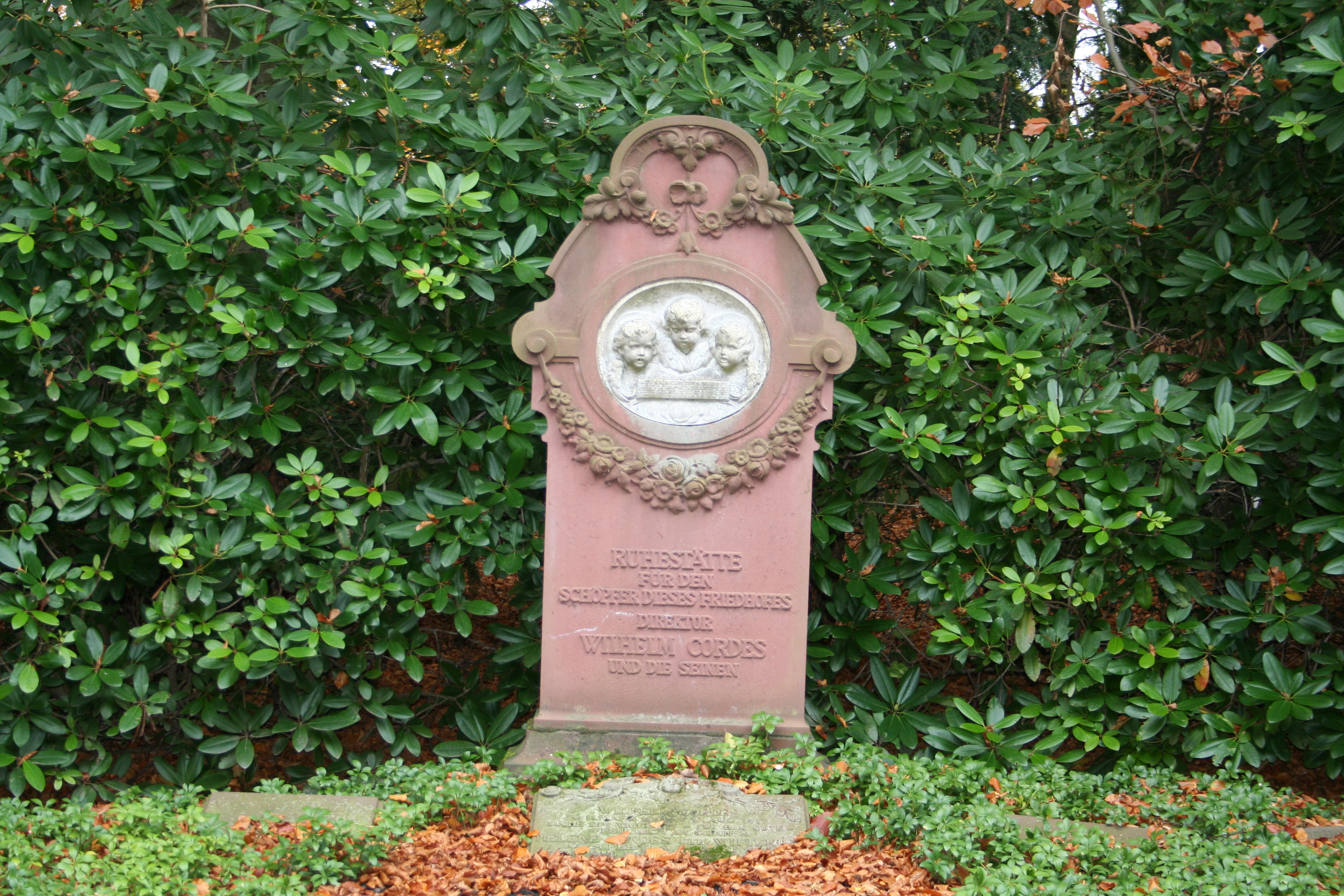
Tomba de Wilhelm Cordes
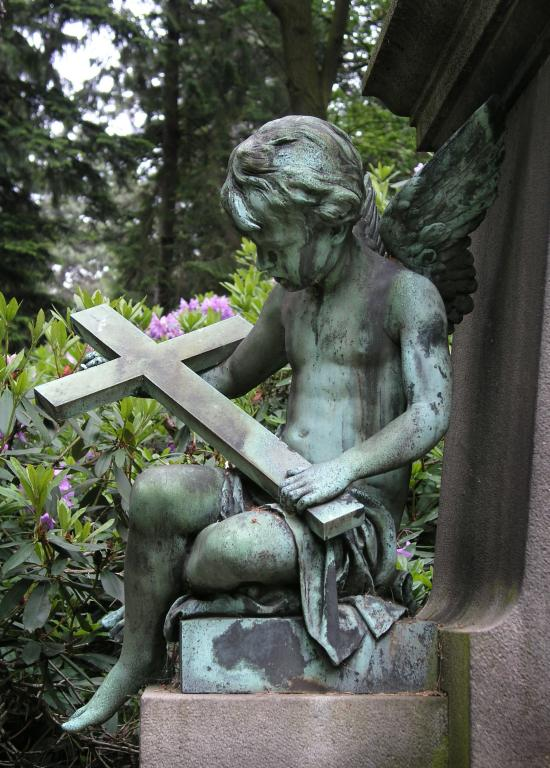
Tomba Reinhold
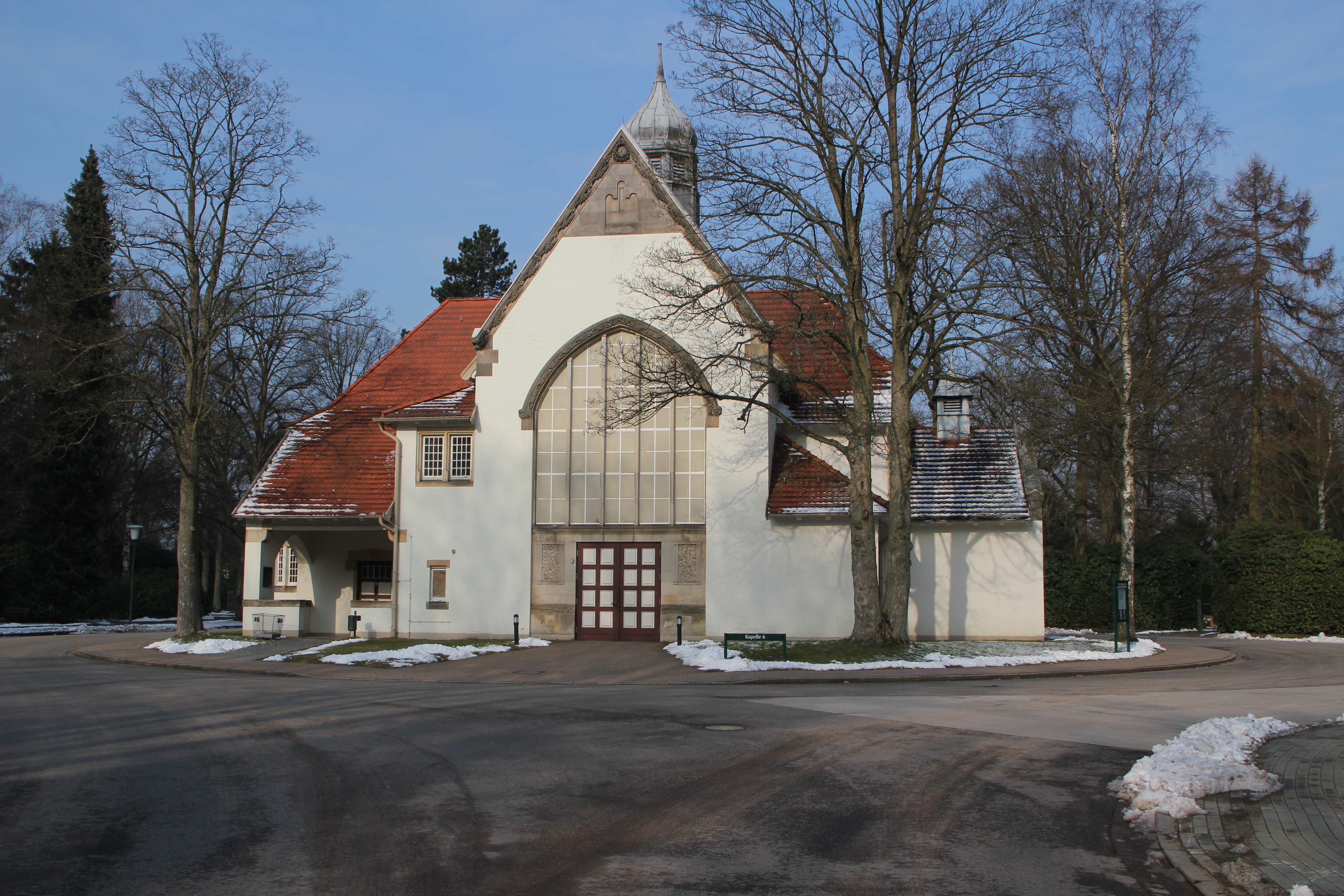
Capella n°6 (arquitecte Albert Erbe)
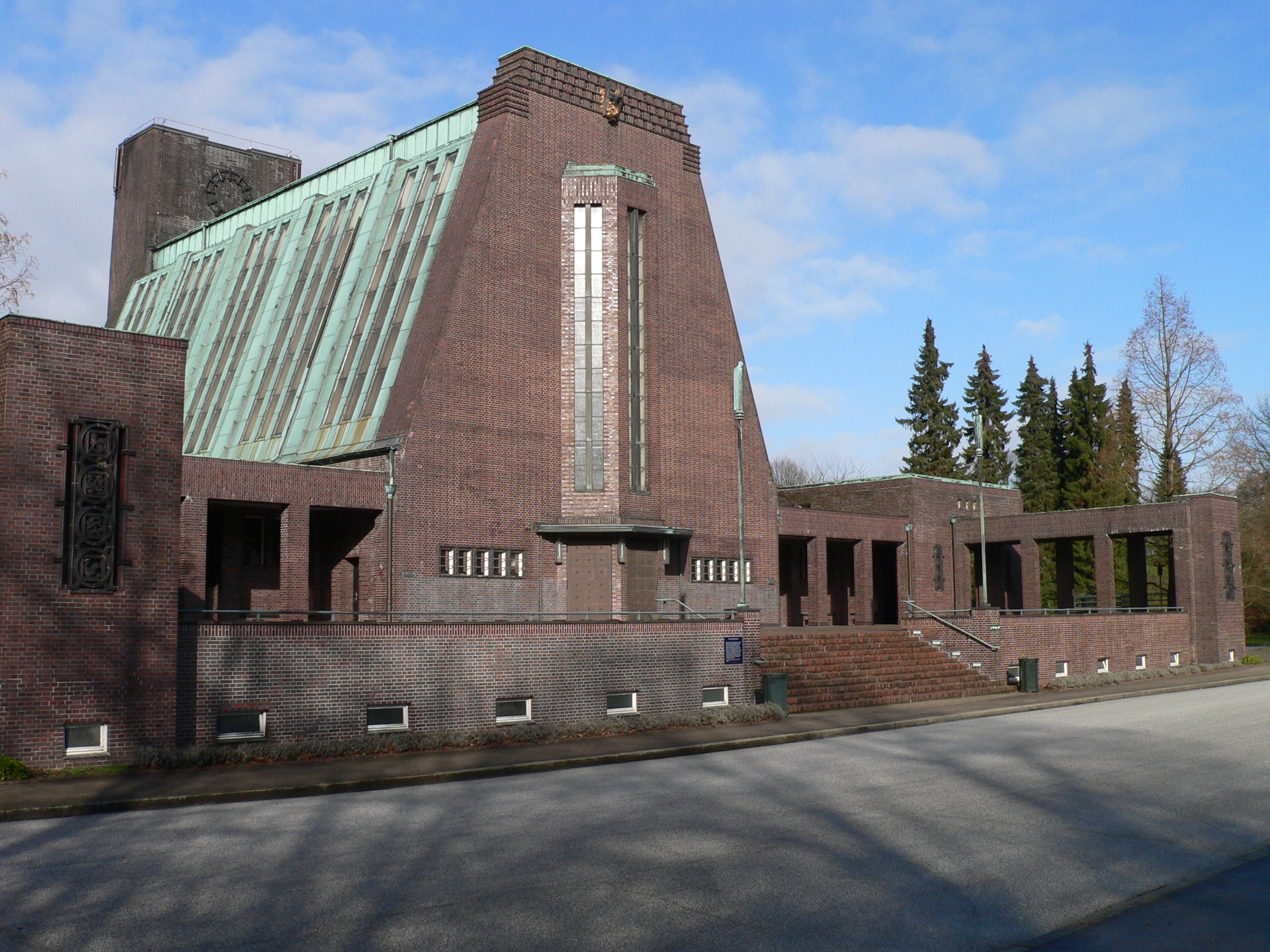
Crematori dissenyat per Fritz Schumacher
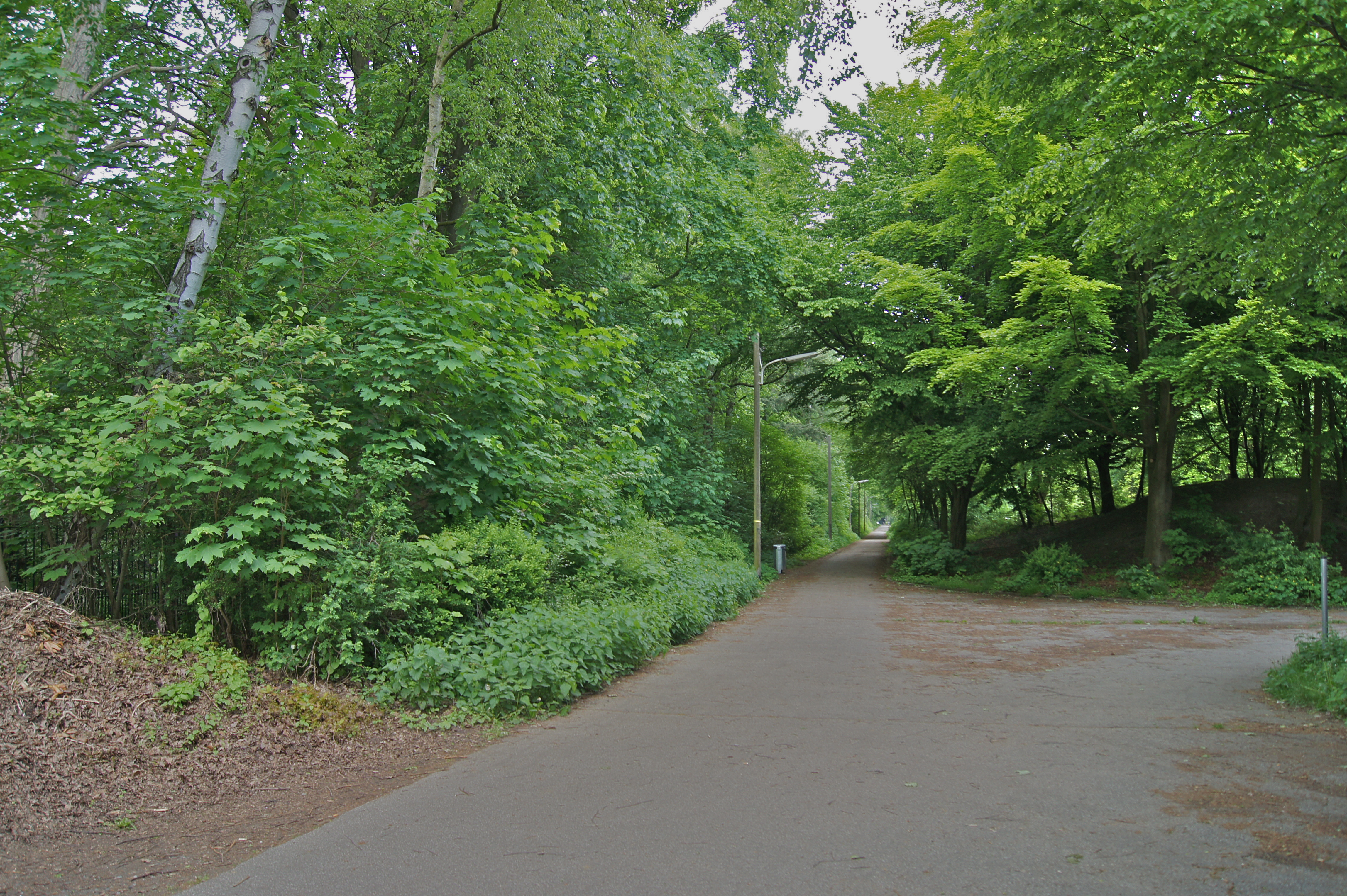
Carrer Eichenlohweg a la frontera entre el cementiri i Steilshoop
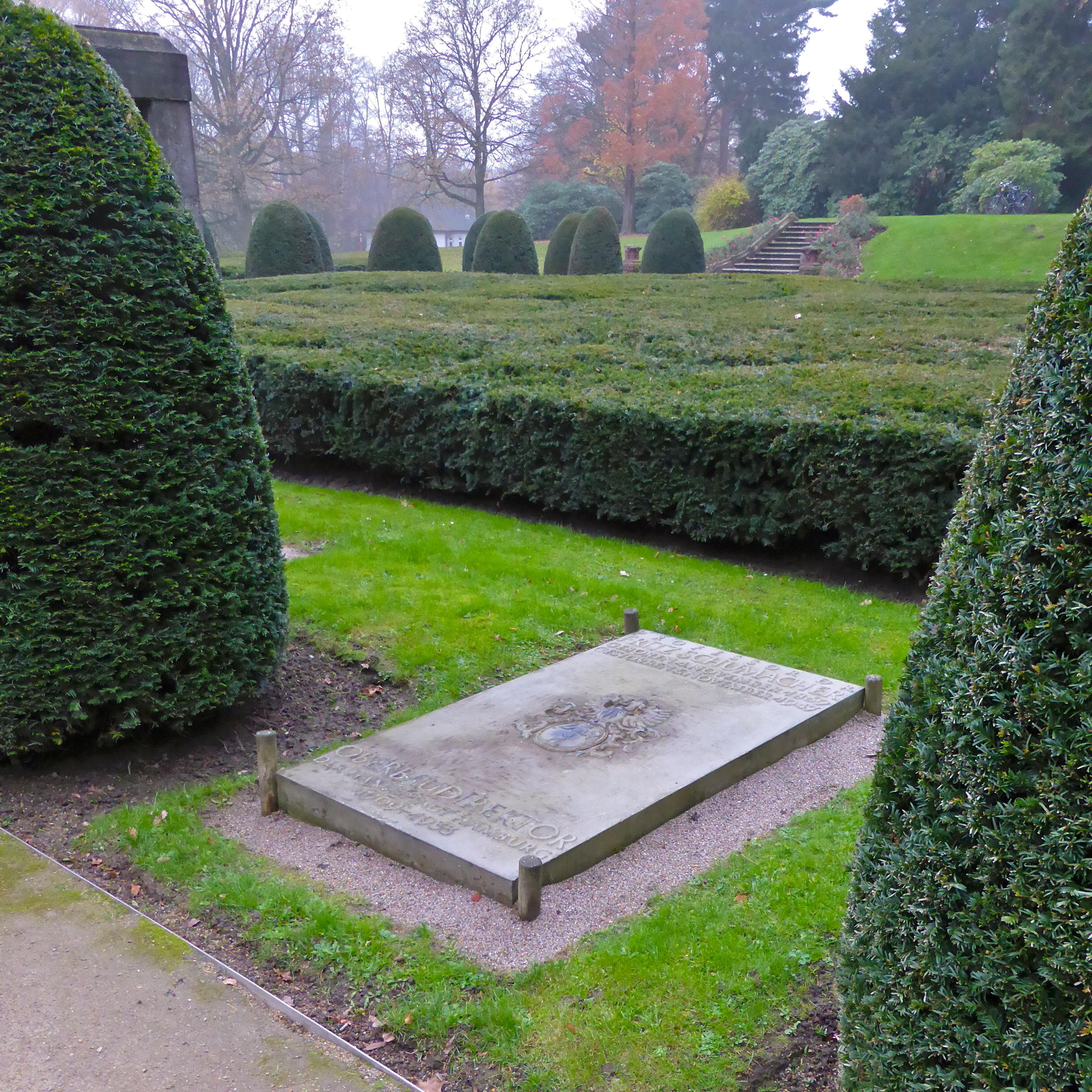
Tomba de Fritz Schumacher

## Unes persones conegudes sebollides a Ohlsdorf
- Wolfgang Borchert (1921-1947), escriptor
- La família de Johannes Brahms (1833-1897)
- Fritz Bringmann (1918-2011), comunista, resistent antinazi
- Hans von Bülow (1830-1894), pianista i director d'orquestra
- Alexis de Chateauneuf (1799-1853), arquitecte i urbanista
- Johann Wilhelm Cordes (1824-1917), arquitecte, primer director del cementiri
- Gustav Falke (1853-1916), escriptor
- Günther Gensler (1803-1884), pintor
- Carl Hagenbeck (1844-1913), fundador del zoològic Hagenbecks Tierpark
- Heinrich Rudolf Hertz (1857-1894), físic
- Magda Hoppstock-Huth (1848-1911), professora i feminista
- Arthur Illies (1870-1952), pintor
- Michael Jary (1906-1988), compositor
- Julian Lluïsa d'Ostfriesland (1657-1715), noble
- Karl Kluth (1898-1972), pintor
- Richard Emil Kuöhl (1880-1961), escultor
- Felix comte de Luckner (1881-1966), mariner
- Richard Luksch (1872-1936), escultor
- Franz Meyer (1837-1901), enginyer
- Richard Ohnsorg (1876-1947), actor i director de teatre
- Christopher Rave (1881-1933), pintor
- Anita Rée (1885-1933), pintora
- Johann Reimarus (1729-1814), metge i físic
- Lola Rogge (1908-1990), ballarina
- Philipp Otto Runge (1777-1810), pintor
- Edwin Scharff (1887-1955), escultor
- Fritz Schumacher (1869-1947), arquitecte
- Mary Warburg (1866-1934), pintora
- Abraham Moritz Warburg (1866-1929)